# 橋津の藩倉
橋津の藩倉（はしづのはんそう）は、鳥取県湯梨浜町にある歴史的建造物。

## 概要
鳥取藩最大の藩倉として利用されていた建築物。橋津港は鳥取藩の海運の拠点として利用され、以前は廻船問屋、米問屋、旅籠などに加え多くの藩倉が軒を並べていたが、土地転用、解体などを経て、現在は古御蔵、三十間北蔵、片山蔵の3棟のみが残っている。
戦後は食糧庁指定の倉庫や、橋津梨組合の倉庫としても利用されていた。

## 周辺
- はわいインターチェンジ
- 道の駅はわい
- 東郷池